# چیزی خوبه که پایانش خوبه ۱۹۹۷
چیزی خوبه که پایانش خوبه ۳ (به انگلیسی: All's Well, Ends Well 1997) یک فیلم سینمایی هنگ کنگی در ژانر کمدی محصول سال ۱۹۹۷ به کارگردانی آلفرد چونگ، با بازی استیون چو، ریموند وانگ پاک-مینگ و فرانسیس نگ می‌باشد.